# Gol Gachī
Gol Gachī (persiska: كَل گِچی, Kal Gachī, كَل گَچی, گل گچی) är en ort i Iran.   Den ligger i provinsen Chahar Mahal och Bakhtiari, i den centrala delen av landet, 500 km söder om huvudstaden Teheran. Gol Gachī ligger 1 680 meter över havet och antalet invånare är 310.
Terrängen runt Gol Gachī är kuperad.Runt Gol Gachī är det ganska glesbefolkat, med 38 invånare per kvadratkilometer. Närmaste större samhälle är Lordegān, 4,5 km sydost om Gol Gachī. Omgivningarna runt Gol Gachī är i huvudsak ett öppet busklandskap.